# Deeper Deeper/Nothing Helps
「Deeper Deeper/Nothing Helps」（ディーパー ディーパー/ナッシングヘルプス）は、日本のロックバンド、ONE OK ROCKの8枚目のシングル。

## 解説
前作「The Beginning」から約5ヶ月ぶりのシングルで、両A面構成。

### 収録曲について
- 「Deeper Deeper」は、アルバム用の楽曲として制作された[1]。
- 「Nothing Helps」は全英語詞となっている。

## 収録曲

### CD
全作詞：Taka

全編曲：ONE OK ROCK、akkin
1. Deeper Deeper　(3:35)
  - 作曲：Ryota/Tomoya
  - スズキ「スイフト スポーツ」CMソング
2. Nothing Helps　(4:47)
  - 作曲：ONE OK ROCK
  - ゲームソフト「DmC Devil May Cry」イメージソング
3. カサブタ　(4:21)
  - 作曲：Taka

## タイアップ
- スズキ「スイフト スポーツ」CMソング（#1）
- ゲームソフト「DmC Devil May Cry」イメージソング（#2）